# Agata Flori
Agata Flori (* 15. April 1938 in Tunis) ist eine italienische Schauspielerin.
Flori, deren Name in unterschiedlichen Varianten wiedergegeben wird, spielte zwischen 1964 und 1974 in dreizehn Filmen, meist produziert von ihrem Mann Dario Sabatello, die unterhaltenden Ansprüchen gerecht wurden und keine künstlerischen Ambitionen hegten. Danach zog sie sich ins Privatleben zurück.

## Filmografie
- 1964: Seitensprünge (Extraconiugale)
- 1964: I marziani hanno 12 mani
- 1966: Die 7 Pistolen des McGregor (7 pistole per i MacGregor)
- 1967: Arriva Dorellik
- 1967: Eine Kugel für Mac Gregor (7 donne per i Mac Gregor)
- 1967: Operation „Kleiner Bruder“ (O. K. Connery)
- 1968: Drei ausgekochte Halunken (I tre che sconvolsero il West (Vado, vedo e sparo))
- 1968: I nipoti di Zorro
- 1971: Man nennt mich Halleluja (Testa t’ammazzo, croce… sei morto! Mi chiamano Alleluja)
- 1972: Beichtet Freunde, Halleluja kommt (Il West ti va stretto, amico… è arrivato Alleluja)
- 1973: Tarzan y el arco iris
- 1974: S.O.S. – der Käpt’n spinnt (Pasqualino Cammarata… Capitano di fregata)